# لوکاس هرادتسکی
لوکاس هرادتسکی (انگلیسی: Lukáš Hrádecký؛زادهٔ ۲۴ نوامبر ۱۹۸۹) بازیکن فوتبال اهل فنلاند است.
از باشگاه‌هایی که در آن بازی کرده‌است می‌توان به باشگاه فوتبال بروندبی، باشگاه فوتبال تورون پالوسئورا، باشگاه فوتبال آینتراخت فرانکفورت و باشگاه فوتبال بایرلورکوزن اشاره کرد.
وی همچنین در تیم ملی فوتبال فنلاند بازی کرده‌است.